# Підводні човни проєкту 955 «Борей»

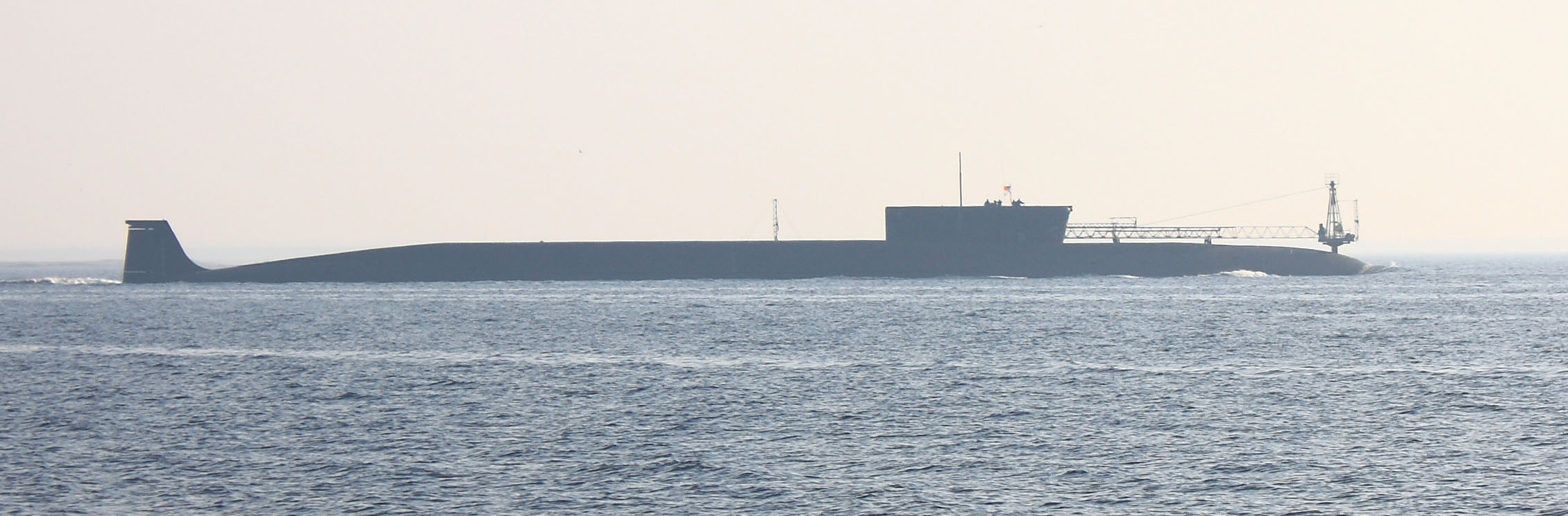
Російський підводний човен К-535 «Юрій Долгорукій» на бойовому чергуванні

Підводні човни проєкту 955 «Борей» («Borey» за класифікацією НАТО) — тип російських ПЧАРБ (підводні човни атомні з ракетами балістичними) спроєктованих за часів СРСР, мобільні пускові комплекси підводного базування для запуску міжконтинентальних балістичних ракет з ядерною головною частиною.

## Історія
Проєкт був розроблений у 80-их роках в ЦКБ МТ «Рубін» (м. Санкт-Петербург) під керівництвом головного конструктора Володимира Здорнова. «Борей» створювався, щоб в перспективі замінити підводні човни проєкту 941 «Акула» (Typhoon за класифікацією НАТО) і 667БДРМ «Дельфін» (Delta-IV за класифікацією НАТО).
Підводний човен проєктувався як двовальний ПЧАРБ, аналогічний за конструкцією проєкту 667БДРМ «Дельфін» зі зменшеною висотою ракетних пускових шахт під ракетний комплекс «Барк», але після трьох підряд невдалих випробувальних пусків «Барку» та невтішної оцінки часу, необхідного для доведення ракети, Міністерство оборони ухвалило рішення щодо розробки нового ракетного комплексу.
Перший у світі атомний підводний ракетоносій 4-го покоління «Юрій Долгорукій» був закладений в листопаді 1996 року в місті Сєвєродвінську. Пізніше був закладений і другий корпус цього проєкту під назвою «Олександр Нєвскій».
Цей підводний човен оснащено ракетним комплексом Д-19М з 16 твердопаливними балістичними ракетами Р-30 «Булава» («Тополь-МПЛ»), уніфікованими з аналогічними ракетами наземного базування.
9 листопаду 2011 року оголошено про підписання між Міноборони Росії та Об'єднаною суднобудівельною корпорацією контракту на розробку ПЧАРБ проєкту 955А «Борей-М» (ЦКБ МТ «Рубін»). Човни проєкту «Борей-М» від базової моделі будуть відрізнятися ще нижчим рівнем фізичних полів і, отже, меншою помітністю, сучаснішими засобами зв'язку, системами виявлення і керування бортовим озброєнням. В них будуть покращені умови проживання екіпажу та живучість.

## Конструкція
Підводні човни «Борей» є першими російськими атомними підводними човнами, де рух здійснюється за допомогою одновального водометного рушія з високими пропульсивними характеристиками (враховуючи досить велику енергоємність, особливо питому, корабельних ядерних енергоблоків, використання водометних рухових установок на надводних і підводних кораблях видається цілком виправданим). Також, аналогічно ПЧ проєкту 971 «Щука-Б», ПЧ «Борей» мають два відкидних підрулюючих пристроїв і висувні носові горизонтальні рулі з закрилками.

## Будівництво
За офіційно не підтвердженою інформацією після 2023 року буде розпочате будівництво серії підводних човнів проєкту 955А (Борей-А). Всього заплановано побудувати шість підводних човнів цього проєкту, які нестимуть службу на Північному та Тихоокеанському флотах. Після завершення цієї серії в бойовому складі ВМФ будуть знаходитись 14 нових стратегічних підводних човнів: 11 класу «Борей-А» та 3 — класу «Борей».

## Представники
| Назва                           | Проєкт       | Зав. № | Закладка            | Спуск на воду | Початок випробувань | Передача ВМФ | Флот   | Стан                   | Зауваження                                  |
| ------------------------------- | ------------ | ------ | ------------------- | ------------- | ------------------- | ------------ | ------ | ---------------------- | ------------------------------------------- |
| К-535 «Юрій Долгорукій»         | 955 (09551)  | 201    | 02.11.1996          | 12.02.2008    | 19.06.2009          | 10.01.2013   | ПФ РФ  | В ремонті до 2027 року | В складі 31-ої дивізії підводних човнів ПФ  |
| К-550 «Александр Невский»       | 955          | 202    | 19.03.2004          | 13.12.2010    | 24.10.2011          | 23.12.2013   | ТОФ РФ | В строю                | В складі 25-ої дивізії підводних човнів ТОФ |
| К-551 «Владимир Мономах»        | 955          | 203    | 19.03.2006          | 30.12.2012    | 18.01.2013          | 19.12.2014   | ТОФ    | В строю                | В складі 25-ої дивізії підводних човнів ТОФ |
| К-549 «Князь Владимир»          | 955A (09552) | 204    | 30.07.2012          | 17.11.2017    | 28.11.2018          | 12.06.2020   | ПФ     | В строю                | В складі 31-ої дивізії підводних човнів ПФ  |
| К-552 «Князь Олег»              | 955A         | 205    | 27.07.2014          | 16.07.2020    | 30.05.2021          | 21.12.2021   | ТОФ    | В строю                | В складі 25-ої дивізії підводних човнів ТОФ |
| К-553 «Генералиссимус Суворов»  | 955A         | 206    | 26.12.2014          | 11.01.2022    | 20.07.2022          | 29.12.2022   | ТОФ    | В строю                | В складі 25-ої дивізії підводних човнів ТОФ |
| К-554 «Император Александр III» | 955A         | 207    | 18.12.2015          | 29.12.2022    | 06.2023             | 11.12.2023   | ТОФ    | В строю                | В складі 25-ої дивізії підводних човнів ТОФ |
| К-555 «Князь Пожарський»        | 955A         | 208    | 23.12.2016          | 03.02.2024    | 28.07.2024          | 24.07.2025   | ПФ     | В строю                | В складі 31-ої дивізії підводних човнів ПФ  |
| «Дмитрий Донской»               | 955A         | 209    | 23.08.2021          |               |                     | 2026 (план)  |        | Будується              |                                             |
| «Князь Потёмкин»                | 955A         | 210    | 23.08.2021          |               |                     | 2027 (план)  |        | Будується              |                                             |
|                                 | 955АМ        |        | Планується закладка |               |                     |              |        |                        |                                             |
|                                 | 955АМ        |        | Планується закладка |               |                     |              |        |                        |                                             |

Кольори таблиці:

Білий — будується чи проходить випробування

 Зелений  — діючий у складі ВМФ